# SSSE3
Supplemental Streaming Simd Extension 3 (SSSE3) è il nome che Intel ha dato al quarto set di istruzioni SSE; la versione precedente è la SSE3. Intel ha  aggiunto una S anziché incrementare il numero della versione perché la considera una mera revisione del SSE3. Prima che Intel utilizzasse il nome ufficiale, veniva erroneamente chiamato SSE4, fatto che ha causato un po' di confusione. È conusciuto anche con i nomi in codice Tejas New Instruction (TNI) o Merom New Instruction (MNI). Introdotto nella Intel Core Microarchitecture, SSSE3 è disponibile per i processori Xeon Serie 5100 (Server e Workstation) e per i processori Intel Core 2 (Notebook e Desktop). SSSE3 contiene 16 nuove istruzioni in più rispetto alla versione precedente e ognuna può funzionare su registri 64-bit MMX o 128-bit MMX. I precedenti set di istruzioni SIMD per i processori con Architettura x86 sono, dal più vecchio al più recente: MMX, 3DNow! (solo su processori Amd), SSE, SSE2 e SSE3.

## CPU con supporto SSSE3
- Intel:
  - Xeon Serie 5100
  - Xeon Serie 5300
  - Xeon Serie 3000
  - Core 2 Duo
  - Core 2 Extreme
  - Core 2 Quad
  - Core i7
  - Core i5
  - Pentium Dual Core (NON "Pentium D")
  - Celeron 4xx Core Conroe-L
  - Celeron Dual Core E1200
  - Celeron M 500 series
  - Atom
- VIA:
  - Nano

## Nuove Istruzioni
- PSIGNW, PSIGND, PSIGNB
- PSHUFB
- PMULHRSW, PMADDUBSW
- PHSUBW, PHSUBSW, PHSUBD
- PHADDW, PHADDSW, PHADDD
- PALIGNR
- PABSW, PABSD, PABSB